# Aptesis exannulata
Aptesis exannulata är en stekelart som först beskrevs av Gabriel Strobl 1901.  Aptesis exannulata ingår i släktet Aptesis och familjen brokparasitsteklar. Inga underarter finns listade.